# Haploclathra
Haploclathra é um género botânico pertencente à família Clusiaceae.

## Espécies
- Haploclathra cordata
- Haploclathra grandiflora
- Haploclathra leiantha
- Haploclathra paniculata
- Haploclathra verticillata

## Nome e referências
Haploclathra Benth.